# Jürgen Oppermann

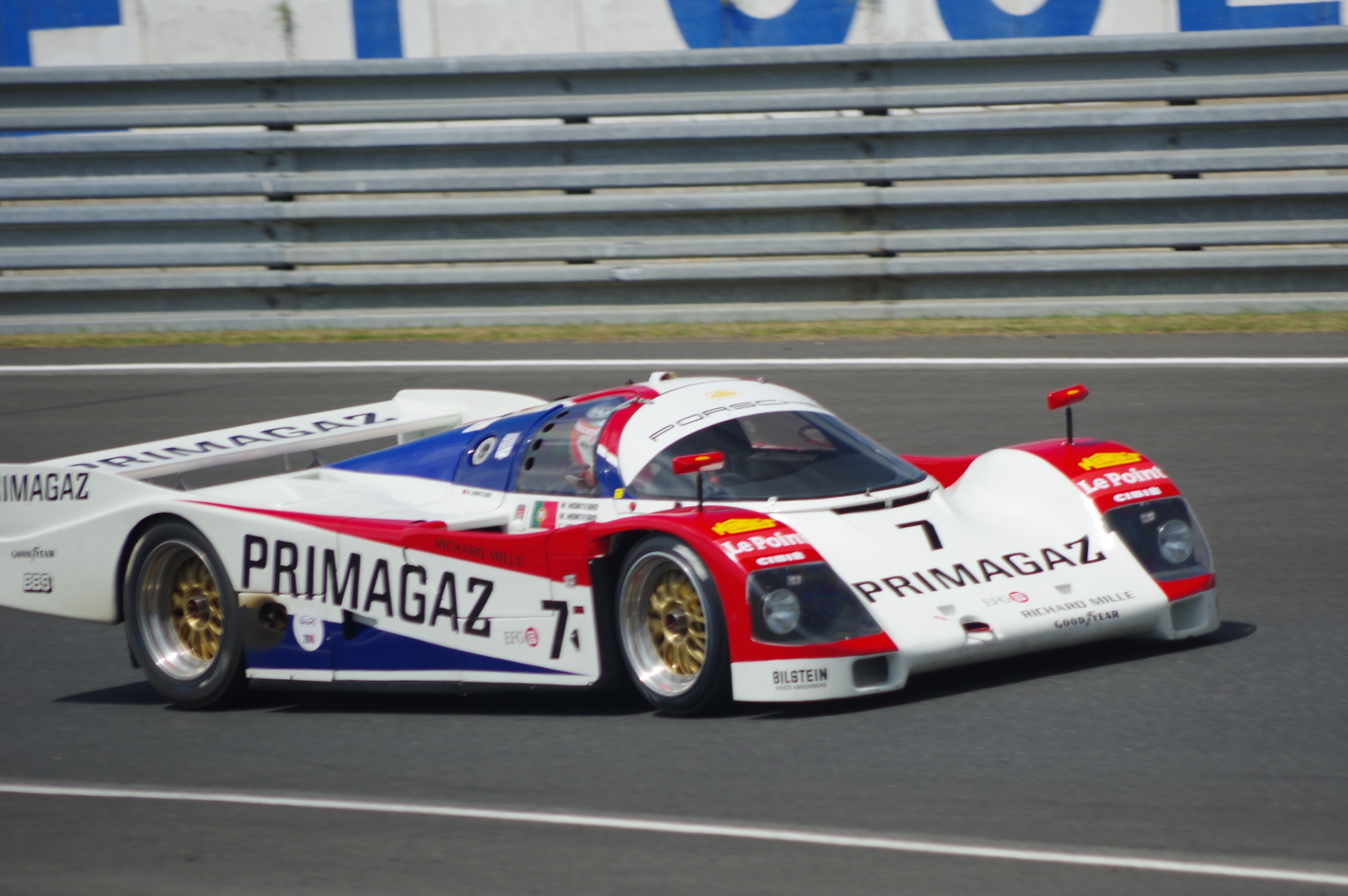
Oppermann-Porsche 962C

Jürgen Oppermann (* 20. Mai 1947 in Hamburg) ist ein ehemaliger deutscher Unternehmer und Autorennfahrer.

## Unternehmer
Jürgen Oppermann machte Ende der 1960er-Jahre die Mittlere Reife und trat nach zwei Jahren Ausbildung auf einer Handelsschule als Handelskaufmann in den familieneigenen Betrieb ein, der Schweißelektroden vertrieb. In den 1970er-Jahren begann er mit dem Verkauf von Werbeartikeln. Zu Beginn hatte er nur Feuerzeuge im Sortiment und der Absatz verlief schleppend. In den 1980er-Jahren begann das Unternehmen zu wachsen. Der Standort wurde nach Neumünster verlegt und Ende des Jahrzehnts hatte die Oppermann Werbemittel GmbH 2000 Beschäftigte, 700.000 Kunden und machte einen Umsatz von 350 Millionen Deutscher Mark. 1988 wurde aus der GmbH eine Aktiengesellschaft, in der die Familie Oppermann 60 % der Aktien besaß. 1990 verkaufte er seine Anteile für 338,4 Millionen Deutscher Mark an die Kaufhof Gruppe. Der Verkauf blieb nicht ohne Turbulenzen. Der damalige Kaufhof-Vorstandsvorsitzende Jens Odewald fühlte sich von Oppermann über den Wert des Unternehmens getäuscht und klagte 1991 auf 170 Millionen Deutscher Mark Schadenersatz. 1992 wurde die Klage in erster Instanz abgewiesen. 1994 verlor Kaufhof auch in zweiter Instanz.

## Stiftung
Im Jahr 1989 gründete Oppermann die Stiftung Save Our Future.

## Vermögen
2019 gehörte er mit einem geschätzten Vermögen von 250 Millionen Euro zu den "1001 reichsten Deutschen".

## Karriere im Motorsport
Oppermann war einige Jahre als Amateurrennfahrer aktiv und besaß einen eigenen Rennstall. Er bestritt Rennen der Interserie und der Deutschen Rennsport-Meisterschaft. 1990 fuhr er eine Saison in der Sportwagen-Weltmeisterschaft.  Außerdem war er zweimal beim 24-Stunden-Rennen von Le Mans am Start, wo er 1993 Gesamtsiebter wurde.

## Statistik

### Le-Mans-Ergebnisse
| Jahr | Team                  | Fahrzeug     | Teamkollege  | Teamkollege    | Platzierung | Ausfallgrund    |
| ---- | --------------------- | ------------ | ------------ | -------------- | ----------- | --------------- |
| 1990 | Obermeier Racing      | Porsche 962C | Marc Duez    | Harald Grohs   | Ausfall     | Getriebeschaden |
| 1993 | Obermaier Racing GmbH | Porsche 962C | Loris Kessel | Otto Altenbach | Rang 7      |                 |